# Equus Survival Trust
A Equus Survival Trust é uma organização sem fins lucrativos dos Estados Unidos, dedicada a ajudar os esforços de conservação de mais de 25 raças de cavalos consideradas "ameaçadas de extinção" pela organização devido à sua raridade e ao perigo de morrer. Dedica-se a proteger a diversidade genética e os traços tradicionais das raças históricas de cavalos (como o American Cream Draft, que é listado como crítico/quase extinto), pôneis e burros que atualmente estão quase extintas. Eles estão fazendo isso através de esforços de conservação, educação pública e apoio à associações de raças raras. A organização enfatiza as raças e criadores estadunidenses. O Trust é a única organização de conservação do mundo especializada em equídeos.